# William Childs Westmoreland
William Childs Westmoreland (26 de març de 1914 – 18 de juliol de 2005) va ser un general estatunidenc que comandà les operacions militars estatunidenques a la Guerra del Vietnam entre 1964 i 1968. Adoptà una estratègia de desgast contra el Front Nacional d'Alliberament del Vietnam del Sud i l'Exèrcit del Vietnam del Nord. Posteriorment serviria com a Cap de l'Estat Major de l'Exèrcit dels Estats Units entre 1968 i 1972. El 1976 publicà les seves memòries, A Soldier Reports (Un soldat informa).

## Biografia
William Childs Westmoreland va néixer al comtat de Spartanburg (Carolina del Sud), fill d'Eugenia Talley Childs i James Ripley Westmoreland. Provenia d'una família de classe mitjana-alta, dedicada a la banca local i a la indústria tèxtil. William va ser un Escolta Àliga, receptor del Premi Distingit Àliga Escolta i del Búfal de Plata dels Escoltes americans. Ingressà a l'Acadèmia de West Point el 1932, després d'assistir l'any anterior a l'Acadèmia The Citadel. Westmoreland va ser membre d'una classe distingida a West Point, on coincidiria amb Creighton Abrams o amb Benjamin O. Davis Jr.; graduant-se com a primer capità (el màxim rang de graduació) i rebent l'Espasa Pershing, donada al cadet de West Point més distingit. El seu motiu principal per ingressar a l'exèrcit va ser per veure el món. Després de graduar-se el 1936 va esdevenir oficial d'artilleria, servint en diversos comandament. Durant la Segona Guerra Mundial lluità a Tunísia, Sicília, França i Alemanya, arribant al rang de coronel durant les operacions al Teatre Europeu. Westmoreland tenia reputació de ser un comandant exigent però també un oficial que es preocupava pels seus homes i tenia un gran interès en el seu benestar. També es graduà a la Harvard Business School. Westmoreland representava un nou tipus d'oficial, més preparat que els seus predecessors i amb una perspectiva més gerencial. Com afirmà Santley Karnow, Westy era un executiu empresarial amb uniforme.
Durant la II Guerra Mundial, el seu batalló va ser triat per donar suport artiller a la 82a Divisió Aerotransportada. Al maig de 1945 era el cap d'estat major de la 9a divisió d'infanteria.

### Comandaments de regiment i divisió
L'experiència de Westmoreland durant la Segona Guerra Mundial amb la 82a Aerotransportada va fer que el general Gavin el convidés a unir-se com a comandant de regiment després de la guerra, la qual cosa inicià la seva associació professional amb les tropes aerotransportades i aeromòbils. Serví amb la 82a Aerotransportada durant 4 anys, i durant la Guerra de Corea comandà el 187è Equip Regimental de Combat.
A finals de 1953 Westmoreland va ser promogut a brigadier general, passant 5 anys destinats al Pentàgon. Amb 42 anys esdevingué el major general més jove de l'Exèrcit. El 1958 assumí el comandament de la 101a Divisió Aerotransportada. Inicià el concepte de l'entrenament Recondo a la divisió, que després s'estendria a tot l'Exèrcit. El 1960 va ser nomenat Superintendent de West Point, i el 1963, comandant del XVIII Cos Aerotransportat.

### Vietnam
Al juny de 1964 va ser nomenat comandant del Comandament d'Assistència Militar a Vietnam ( Military Assistance Command, Vietnam - MACV), assumint el control directe del general Paul D. Harkins. Com a comandant americà al Vietnam va ser conegut per la seva gran publicitat dels informes positius sobre els objectius acomplerts pels americans a Vietnam. Però, a mesura que el temps passava, el nombre de tropes de combat americanes al Vietnam s'incrementà de 16.000 en el moment de la seva arribada al punt màxim de 535.000 al 1968, quan va ser promogut a Cap de l'Estat Major de l'Exèrcit.
El 28 d'abril de 1967, Westmoreland es dirigí a una sessió conjunta del Congrés: "Avaluant l'estratègia enemiga, m'és evident que l'enemic crec que el nostre taló d'Aquil·les és la nostra resolució. El seu suport convençut és vital per a l'èxit de la nostra missió... Recolzats a casa amb resolució, confiança, paciència, determinació i suport continuat, prevaldrem al Vietnam sobre l'enemic comunista". El discurs de 29 minuts va ser interromput el 19 ocasions pels aplaudiments, però el suport del Congrés i de l'opinió pública americana a la guerra continuà en declivi.
Sota el comandament de Westmoreland, els Estats Units van guanyar totes les batalles. El punt d'inflexió de la guerra va produir-se el 1968 amb l'Ofensiva del Tet, en la qual les forces comunistes, després de crear un atac de diversió a Khe Sanh, atacà diverses ciutats per tot el Vietnam del Sud. Les tropes americanes i sud-vietnamites van repel·lir els atacs, i les tropes comunistes van patir greus pèrdues, però l'atac ferotge colpejà enormement la confiança del poble americà en Westmoreland, desconfiant del que els havia dit sobre l'estat de la guerra. El debat polític i l'opinió pública van fer que l'administració Johnson limités el nombre de tropes americanes destinades al Vietnam. Quan es conegueren els fets de la massacre de My Lai, Westmoreland resistí la pressió de l'administració Nixon per encobrir-ho i pressionà perquè William R. Peers realitzés una investigació completa i imparcial. Westmoreland també insistí perquè s'investiguessin les massacres de Phong Nhi i Phong Nhat.
Westmoreland estava convençut que els comunistes vietnamites podrien ser destruïts mitjançant una guerra de desgast que, en teoria, faria que l'Exèrcit Popular Vietnamita fos incapaç de lluitar. Aquesta estratègia de guerra es caracteritzà per l'ús massiu d'artilleria i potència aèria, així com pels intents de fer que els comunistes es llancessin a batalles de grans unitats, on els americans podrien explotar la seva superior potència de foc i tecnologia. Però l'Exèrcit Nord-vietnamita i el Front Nacional d'Alliberament del Vietnam del Sud van ser capaços de dictar com volien portar a terme la guerra: continuant una guerra de guerrilles i evitant els grans enfrontaments de tropes, negaven als americans la possibilitat de fer la guerra que millor coneixien i s'asseguraven que els americans es desgastaven més de pressa que ells. Westmoreland repetidament alentí o denegà les temptatives de John Paul Vann i Lew Walt per portar a terme una estratègia de pacificació. Westmoreland no va ser conscient de la paciència del públic americà en aquesta època, i lluità per convèncer el President Lyndon B. Johnson perquè aprovés l'ampliació de la guerra a Laos i Cambodja per tal d'interferir la Ruta Ho Chi Minh. Va ser incapaç d'emprar la posició absolutista de no podem guanyar a menys que expandim la guerra (a Cambodja i Laos). En canvi, se centrà en els indicadors positius que donaren la volta amb l'ofensiva del Tet, car tots els seus pronunciaments sobre els indicadors positius no consideraven la possibilitat d'un fet com aquell. El Tet va fer que perdés tota la credibilitat davant l'opinió pública americana; i encara que els comunistes van ser derrotats a Khe Sanh on els americans van poder desplegar tot el seu poder de foc contra els assalts convencionals, i els morts comunistes van sumar desenes de milers durant tota l'ofensiva, l'opinió pública americana va quedar bocabadada per l'ofensiva sorpresa i van abandonar el suport a la guerra, tot i que els fets d'inicis de 1968 posaven als Estats Units i al Vietnam del Sud en una posició militar molt més forta.

### Després del Vietnam

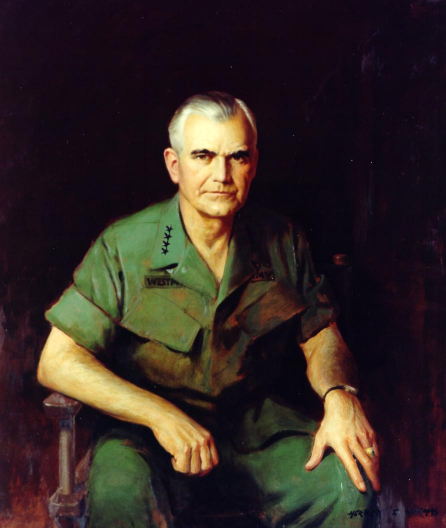
Retrat del General Westmoreland, per Herbert Elmer Abrams.

Westmoreland va ser rellevat al juny de 1968 pel General Creighton Abrams, i la decisió va ser anunciada poc després de l'ofensiva del Tet. Encara que la decisió s'havia pres a finals de 1967, als mitjans va ser vista com un càstig en haver estat sorprès amb la guàrdia baixada en l'atac comunista. Westmoreland serví com a Cap de l'Estat Major de l'Exèrcit entre 1968 i 1972, any en què es retirà de l'Exèrcit. Molts historiadors militars han senyalat que Westmoreland esdevingué Cap de l'Estat Major en el pitjor moment de la història per a l'Exèrcit. Comandar l'Exèrcit per passar a ser una força totalment voluntària, ordenà diverses directives per intentar fer que la vida a l'Exèrcit fos més atractiva i millor a ulls dels joves americans (com permetre'ls beure cervesa al menjador o a portar patilles); malgrat que va haver qui va opinar que aquestes mesures eren massa liberals. Westmoreland va ser candidat a Governador de Carolina del Sud el 1974, i publicà la seva autobiografia l'any següent. Posteriorment col·laboraria per millorar els estàndards d'educació a Carolina del Sud. La revista Time afirmà en un article que podria ser un potencial candidat republicà per a les eleccions presidencials de 1968.
El 1986 serví com a Gran Mariscal de la Desfilada de Veterans del Vietnam a Chicago. La desfilada, amb més de 200.000 veterans del Vietnam i més de mig milió d'espectadors, va fer molt per reparar l'esquerda existent entre els veterans del Vietnam i l'opinió pública americana.

### Westmoreland contra CBS: Els enemics incomptables
El periodista Mike Wallace va entrevistar a Westmoreland per a l'especial de la CBS Els enemics incomptables: un engany del Vietnam. El documental, emès el 23 de gener de 1982 i llargament preparat pel productor George Crile III, afirmava que Westmoreland i d'altres havien subestimat el potencial de les forces del Viet Cong el 1967 per tal de mantenir la moral de les tropes americanes i el suport domèstic a la guerra. Westmoreland es querellà contra la CBS.
A Westmoreland contra CBS, Westmoreland demandà a Wallace i a la CBS per libel, iniciant-se un procés legal. Després que el judici estigués en marxa, Westmoreland acceptà una disculpa de la CBS, que era el que inicialment li havien ofert. Alguns mantenen que les instruccions del jutge Leval al jurat sobre el que constituïa malícia per provar el libel convenceren els advocats de Westmoreland que podia perdre. Altres senyalen que l'acord arribà després que dos antics oficials d'intel·ligència de Westmoreland, el Major General Joseph McChristian i el Colonel Gains Hawkins, testifiquessin sobre les al·legacions del programa, en les quals Westmoreland ordenà canvis als informes d'intel·ligència sobre la força del Viet Cong per motius polítics. Malgrat això, prevalen desacords sobre els mètodes periodístics de Mike Wallace en particular.
Un informe de McChristian indicà que la seva organització millorà les xifres del Viet Cong poc abans que abandonés Vietnam d'acord la rotació programada. Les xifres preocuparen a Westmoreland, que temé que la premsa no els entendria. No ordenà canviar-los, però no els va incloure als informes a Washington, car segons la seva opinió les dades no eren apropiades perquè se n'informés.
Basant-se en els posteriors anàlisis de la informació d'ambdós bàndols, sembla clar que Westmoreland no podia sostenir una causa de libel car el principal al·legat de la CBS és que havia fet que oficials d'intel·ligència suprimissin fets. La ira de Westmoreland va ser causada per la implicació de l'emissió era que el seu intent era fraudulent i que ordenà mentir a d'altres.
Durant el judici, Mike Wallace va ser hospitalitzat per depressió, i malgrat el conflicte legal que els separava, Westmoreland i la seva esposa li van enviar flors. L'opinió de Wallace vers Westmoreland és bona, tot i que fa palès la seva desaprovació envers afers que envolten la Guerra del Vietnam i les polítiques de l'Administració Nixon al Sud-est Asiàtic.

## Vida personal
William Westmoreland es casà el 1947 amb Katherine (Kitsy) Stevens Van Deusen. Van tenir 3 fills: dues filles (Katherine i Margaret) i un fill (James Ripley).
William Westmoreland va morir el 18 de juliol del 2005 a la llar de retirats de Bishop Gadsen a Charleston, Carolina del Sud. Va ser enterrat el 23 de juliol del 2005 al Cementiri de West Point.
El cunyat de Westmoreland, Tt. Col. Frederick Van Deusen, va ser mort en combat el 7 de juliol de 1968 al Vietnam, hores abans que William Westmoreland fos nomenat Cap de l'Estat Major.

## Historial militar

### Dates de promoció
- Segon Tinent: Juny de 1936
- : Juny de 1939
- : Juny de 1946 (permanent)
- Major: Juliol de 1948 (permanent) - Febrer de 1942 (temporal); Desembre de 1956 (temporal)
- Tinent Coronel: Juliol de 1953 (permanent); setembre 1942 (temporal)
- Coronel: Juny de 1961 (permanent);  Juliol de 1944 (temporal)
- Brigadier General: Novembre de 1952 (temporal) Febrer de 1963 (permanent)
- Tinent General: Juliol de 1963 (permanent)
- General: Agost de 1965 (permanent); Agost de 1964 (temporal)

### Condecoracions
- Medalla del Servei Distingit a l'Exèrcit amb dues Fulles de Roure
- Legió del Mèrit amb dues Fulles de Roure
- Estrella de Bronze amb una Fulla de Roure
- Medalla de l'Aire amb nou Fulles de Roure
- Medalla del Servei a la Defensa Nacional
- Medalla del Servei de Defensa Americana
- Medalla de la Campanya Europea-Africana-Orient Mitjà amb set estrelles de campanya
- Medalla de la Victòria a la II Guerra Mundial
- Medalla de l'Exèrcit del Servei d'Ocupació amb barra "Alemanya"
- Medalla del Servei a la Defensa Nacional amb una Fulla de Roure
- Medalla del Servei a Corea amb dues estrelles de campanya
- Medalla del Servei al Vietnam amb set estrelles de servei
- Insígnia d'Infanteria de Combat
- Insígnia de Paracaigudista Superior
- Insígnia de Planadors
- Insígnia d'Identificació de l'Estat Major de l'Exèrcit
- Legió d'Honor (França)
- Creu de Guerra 1939-1945 amb Palma (França)
- Medalla del Servei Distingit Ulchi amb Estrella d'Or (República de Corea)
- Orde del Mèrit Militar Taeguk (República de Corea)
- Orde de Sikatuna, rang de Lankan (Comandant) (República de les Filipines)
- Medalla Chuong My (República del Vietnam)
- Orde Nacional del Vietnam de 1a Classe (República del Vietnam)
- Orde del Servei Distingit de 1a Classe (República del Vietnam)
- Medalla d'Honor de les Forces Armades del Vietnam de 1a Classe (República del Vietnam)
- Medalla de les Accions Civils del Vietnam de 1a Classe (República del Vietnam)
- Gran Creu de Cavaller de l'Orde de l'Elefant Blanc de 1a Classe (Tailàndia)
- Orde de la Seguretat Nacional de 1a Classe (República de Corea)
- Cordó de la Creu per Valentia (República de Corea)
- Gran Oficial de l'Orde del Mèrit Militar (Brasil)
- Gran Oficial de l'Orde del Guerrillero José Miguel Lanza (Bolívia)
- Gran Creu de Cavaller de l'Orde de la Santíssima Trinitat (GCHT)[14]
- Medalla de les Nacions Unides pel Servei a Corea
- Medalla de Campanya del Vietnam
- Trofeu Knox a la maxima eficiència military com a cadet a West Point, 1936
- Citació Presidencial d'Unitat (34è Batalló d'Artilleria de Campanya, Tunísia, 1943)
- Citació Presidencial d'Unitat de la República de Corea (187è Equip Regimental de Combat, 1953)
- Insignia de Paracaigudista (República del Vietnam)